# Castagneto Carducci
Castagneto Carducci és un comune (municipi) de la província de Liorna, a la regió italiana de la Toscana, situat a uns 90 quilòmetres al sud-oest de Florència i a uns 50 quilòmetres al sud-est de Liorna. A 1 de gener de 2019 la seva població era de 3.686 habitants.
Castagneto Carducci limita amb els següents municipis: Bibbona, Monteverdi Marittimo, San Vincenzo, Sassetta i Suvereto.

## Toponímia
Castagneto significa castanyer. El 1900 s'hi va afegir Marittimo (ja que es troba a la Maremma), i el 1907 es va canviar per l'actual Carducci, en honor del famós poeta Giosuè Carducci que, de petit, va viure-hi uns anys (a Bolgheri, al nord del municipi).